# Kia Carnival
Kia Carnival (tiếng Hàn Quốc: 기아 카니발) là dòng xe minivan được sản xuất bởi Kia từ năm 1998. Dòng xe này được biết đến với nhiều tên gọi khác nhau; tiêu biểu là cái tên Kia Sedona  hiện không còn được sử dụng.

## Tổng quan
Tháng 9 năm 1998, Kia ra mắt Carnival thế hệ đầu tiên, bán trên thị trường với biến thể trục cơ sở ngắn. Năm 2006 ra mắt thế hệ thứ hai, gồm có 2 biến thể là trục cơ sở ngắn và dài; một biến thể khác đã được bán ở Bắc Mỹ dưới tên gọi Hyundai Entourage (2007–2009). Năm 2014 ra mắt thế hệ thứ ba, và đã loại bỏ biến thể trục cơ sở ngắn. Năm 2020 ra mắt thế hệ thứ tư, Kia sử dụng tên Carnival trên toàn cầu.

## Thế hệ thứ tư (KA4; 2020)
Kia Carnival thế hệ thứ tư ra mắt vào tháng 6/2020. Ở thế hệ thứ tư, Carnival sử dụng nền tảng khung gầm cỡ trung mới của Hyundai-Kia; chiều dài tăng thêm 40mm, chiều dài cơ sở tăng thêm 30mm so với thế hệ thứ ba.
Tại thị trường Việt Nam
All-new
Tháng 10/2021, Kia Carnival thế hệ thứ tư ra mắt tại Việt Nam, được phân phối bởi THACO với ba phiên bản chính: Luxury, Premium và Signature; với hai cấu hình: 7 chỗ và 8 chỗ. Các phiên bản đều dùng máy dầu 2.2L, riêng bản Signature có thêm tuỳ chọn máy xăng 3.5L V6.
Cuối tháng 12/2021, Kia Carnival được thay logo mới.
Giữa năm 2022, THACO ra mắt Kia Carnival phiên bản Royal, phiên bản này có nóc xe cao hơn, nội thất cao cấp hơn, đi kèm với hai cấu hình: 4 chỗ và 6 chỗ. Phiên bản này có hai tuỳ chọn động cơ: dầu 2.2L hoặc xăng 3.5L V6. Ngoại thất có tuỳ chọn phối một màu hoặc hai màu.
Facelift
Giữa tháng 9/2024, THACO ra mắt Kia Carnival phiên bản nâng cấp vòng đời. Vẫn có ba phiên bản chính và hai cấu hình ghế, tuy nhiên đã lược bỏ tuỳ chọn máy xăng. Lần nâng cấp này chủ yếu thay đổi các chi tiết nội, ngoại thất và được trang bị thêm gói ADAS
Hệ truyền động
| Model                                        | Năm ra mắt | Hộp số               | Công suất (PS/rpm) | Mômen xoắn (Nm/rpm) | Ghi chú                              |
| Máy xăng                                     | Máy xăng   | Máy xăng             | Máy xăng           | Máy xăng            |                                      |
| -------------------------------------------- | ---------- | -------------------- | ------------------ | ------------------- | ------------------------------------ |
| 2.0L Smartstream G2.0 T-GDi I4 (G4NN)        | 2020       | Hộp số tự động 8 cấp | 233/6,000          | 353/1,500-4,000     | Dành riêng cho thị trường Trung Quốc |
| 3.5L Smartstream G3.5 MPi V6 (G6DU)          | 2020       | Hộp số tự động 8 cấp | 272/6,400          | 331/5,000           |                                      |
| 3.5L Smartstream G3.5 GDi V6 (G6DT)          | 2020       | Hộp số tự động 8 cấp | 294/6,400          | 355/5,200           | Không có tại thị trường Việt Nam     |
| Hybrid                                       |            |                      |                    |                     |                                      |
| 1.6L Smartstream G1.6 T-GDi I4 Hybrid (G4FT) | 2024       | Hộp số tự động 6 cấp | 180/5,500          | 265/1,500-4,500     |                                      |
| Máy dầu                                      |            |                      |                    |                     |                                      |
| 2.2 L Smartstream D2.2 CRDi eVGT I4 (D4HE)   | 2020       | Hộp số tự động 8 cấp | 202/3,800          | 441/1,750-2,750     |                                      |

## Doanh số
| Năm  | Hoa Kỳ | Hàn Quốc | Việt Nam |
| ---- | ------ | -------- | -------- |
| 2010 | 21,823 | 25,144   |          |
| 2011 | 24,047 | 27,091   |          |
| 2012 | 17,512 | 30,712   |          |
| 2013 | 7,079  | 30,586   |          |
| 2014 | 14,567 | 41,643   |          |
| 2015 | 36,755 | 67,560   | 294      |
| 2016 | 28,264 | 65,927   | 1,421    |
| 2017 | 23,814 | 68,386   | 1,404    |
| 2018 | 17,928 | 76,362   | 2,451    |
| 2019 | 15,931 | 63,706   | 2,697    |
| 2020 | 13,190 | 64,195   | 1,961    |
| 2021 | 25,155 | 73,503   | 3,586    |
| 2022 | 19,706 | 59,058   | 9,320    |
| 2023 | 43,687 | 69,857   | 5,401    |